# Barsi Dénes
Barsi Dénes (eredeti neve: Harcsa Dénes) (Jóka, 1905. július 7. – Dunaújváros, 1968. január 5.) József Attila-díjas (1962) író, újságíró.

## Életpályája
Barsi Dénes, eredeti nevén Harcsa Dénes parasztcsaládban született 1905. július 7-én Jókán. 1926-ban tanítói oklevelet szerzett Debrecenben. Az oklevél megszerzése után 1927-ben a körösszegapáti református iskolához került mint helyettes tanító. Még abban az évben megválasztották kántortanítónak. Tagja volt az Országos és Bihar vármegyei Református Tanítóegyesületnek.
Később a Komádi melletti Dobaipusztán tanított. 1933-1935 között jelent meg a Komádi és Vidéke című lap, amely országos hírnévre tett szert. Barsi Dénes helyi tanító és író, Szabó Pál biharugrai író és Sinka István vésztői költő szerkesztette és írta. 1934-ben jelent meg Barsi első verse az újságban, ezután vált rendszeressé a vers rovat, amely közölte Sinka írásait és költeményeit, majd pedig Szabó Pál írásait. Ettől kezdve mondhatjuk a lapot a három bihari író lapjának. 1935 októberében megindították a Kelet Népe című folyóiratot. Az új folyóirat kiadását a három szerkesztő a Sebes-Körös hídján határozta el. A lapot Budapesten szerkesztették, majd 1938-ban egyesült a Válasszal. Később Szabó Pál lemondott kiadói jogáról Móricz Zsigmond javára.
Barsi rendszeresen írt cikkeket – főként parasztkérdésekről – a Magyar Élet és a Magyar Út című folyóiratokba. Részt vett a népi írók vitáiban és találkozóin. 1945-1946 között a fővárosban élt, a Parasztszövetség lapjának, a Magyar Parasztéletnek a szerkesztője. A Magyar Közösség koncepciós perében 1947-ben koholt vádakkal börtönbüntetésre ítélték. 1949-től a Tiszántúlra visszatérve napszámosként kereste kenyerét. 1957 után egymás után jelentek meg regényei a régi és az átalakuló falusi életről. 1961-ben Dunaújvárosba költözött, hogy a város társadalmának történetét megírja, de betegsége ebben már megakadályozta. 1968. január 5-én halt meg Dunaújvárosban.

## Művei
- Bolond gomba (kisregény, 1941)
- A Császár-malom titka (kisregény, 1941)
- Mezei füst (regény, 1943)
- Jehova tanúja (regény, 1957)
- Szentjánosbogár (elbeszélések, 1958)
- A tüskebokor kivirágzik (ifjúsági regény, 1959)
- Lázgörbe (regény, 1961)
- Eltűnik a vajdakincs (ifjúsági regény, 1962)
- Sorsváltás (regény, 1963)
- Sötétből világosba (elbeszélések, 1966)
- Ne reszkess, apafej! (ifjúsági regény, 1966)
- Parázs a hamuban (regény, 1968)
- Újhold a pusztán (összegyűjtött versek, 1990)
- Isten a magyar mezőn (összegyűjtött versei, 2005)

## Emlékezete
- 1988-ban Vésztőn, a mágori szoborparkban avatták fel Varga Géza Ferenc szobrászművész róla készült alkotását.
- 1990-ben Dunaújvárosban a Fodor Sándor alkotta mellszobrát avatták fel. Dunaújvárosban utca is őrzi emlékét.
- 2006 óta a komádi általános iskola Barsi Dénes nevét viseli.